# Emperatriz
 (срп. Царица) мексичка je теленовела, продукцијске куће ТВ Астека, снимана 2011.

## Синопсис
Емператриз Хуардо након одлсужене затворске казне стиже у Мексико жељна освете. Неколико година раније она се безнадежно заљубила у Арманда Мендозу, безскрупулозног човека, због кога је трудна завршила у затвору. Када се породила, Армандо јој је узео кћерку Естер, обећавајући јој да ће њих троје бити заједно чим она изађе на слободу. Слагао ју је и оженио се Алмом Росом са којом има две кћерке - Елису и Елену.
Емператриз схвата да је преварена, склапа пакт са Мануелом, пословним човеком и долази у Мексико, где упознаје Алехандра, кога Хусто дел Реал гледа као сина. Алехандро Миранда је удовац који сву своју љубав поклања сестриним (Алма Росиним) кћеркама. Алма Роса умире од инфаркта након бурне свађе са Емператриз, Армандо се убија, а жена жељна освете убеђена је да је Елиса њено дете, док је Естер (њена права кћерка) послата на студије у Швајцарску. Када је Алехандро одбије мислећи да је крива за несрећу дел Реалових, Емператриз је сломљена.
Њен бол поткрепљује и сазнање да је Хусто дел Реал њен прави отац. После 18. рођендана, Естер се враћа у Мексико, у потрази за својом правом мајком. Не знајући да су мајка и кћерка, две жене ће се свим силама борити за љубав истог мушкарца - Алехандра, који ће се наћи разтрзан између заводљиве Емператриз и љупке Естер.

## Улоге
| Глумац:              | Улога:                      |
| -------------------- | --------------------------- |
| Габријела Спаник     | Емператриз Хуардо           |
| Берни Паз            | Алехандро Миранда           |
| Серхио де Бустаманте | Хусто дел Реал              |
| Адриана Лувиер       | Естер Мендоза дел Реал      |
| Маримар Вега         | Елиса Мендоза дел Реал Луна |
| Миријам Хигареда     | Елена Мендоза дел Реал      |
| Хулијета Егуарола    | Перфекта Хуардо             |
| Рафаел Санчес Наваро | Мануел Леон                 |
| Кармен Делгадо       | Грасиела Гата Мендоза       |
| Алберто Гуера        | Маурисио Гомез              |
| Хорхе Алберти        | Николас Нико Галван Кастиљо |
| Ерик Чапа            | Давид                       |
| Карлос Мартинез      | Гонзало Монталван           |
| Рене Камперо         | Роберто Паредес             |
| Дора Монтеро         | Лола                        |
| Ана Карина Гевара    | Коко Алварез                |
| Фабиан Пења          | Бето Бенито Рамирез         |
| Алма Роса Ањорве     | Консуело                    |
| Ниурика Маркос       | Анхела Куимера Галван       |
| Омар Фиеро           | Армандо Мендоза             |
| Консепсион Маркез    | Августина Моралес           |
| Мартин Неварете      | Фернандо Касиљас            |